# 中国振动工程学会
中国振动工程学会是中华人民共和国振动工程科技工作者组成的群众性学术团体，是中国科学技术协会主管的社会团体，1987年在江苏省南京市成立。